# Langstaartskink
De langstaartskink (Eutropis longicaudata) is een reptiel uit de familie skinken (Scincidae). 

## Naam en indeling
De wetenschappelijke naam van de soort werd voor het eerst voorgesteld door Edward Hallowell in 1857. Oorspronkelijk werd de naam Euprepes longicaudata gebruikt. De hagedis is in het verleden toegewezen aan de geslachten Mabuia en later Mabuya.

## Uiterlijke kenmerken
De langstaartskink heeft een bruine bovenzijde, met donkerbruine of zwarte flanken en sterk glanzende schubben. De onderzijde is lichter tot wit van kleur. De lichaamslengte exclusief de staart bedraagt dertig tot 35 centimeter. De staart is meer dan twee keer zo lang als de kop en het lichaam samen. 

## Leefwijze
Het voedsel van deze terrestrische, actieve hagedis bestaat uit insecten en spinnen.

## Voortplanting
Van deze soort zijn zowel levendbarende als eierleggende exemplaren bekend. Een legsel of een worp bestaat meestal uit 5 tot 10 eieren respectievelijk jongen. 

## Verspreiding en habitat
Deze soort komt voor in delen van Zuidoost-Azië en leeft in de landen China, Laos, Maleisië, Taiwan, Thailand en Vietnam, en mogelijk in Cambodja. De habitat bestaat uit kapvlakten, tuinen en duinstruwelen, vaak in de nabijheid van water.